# Lars Finnilä
Lars Finnilä (ur. 15 marca 1917, zm. 1995) – fiński kierowca wyścigowy.

## Życiorys
Był pierwszym obok Freda Geitela Finem, który ścigał się samochodem jednomiejscowym po II wojnie światowej, kiedy to w 1948 nabył od Geitela samochód KG Special. Zajął wówczas drugie miejsce w Helsinkach. W 1949 roku wygrał wyścig w Lappeenranta oraz był trzeci w Tampere. W 1950 roku zmienił samochód na Effyh, natomiast w czerwcu jeszcze na KG wygrał zawody w Riihimäki. W sezonu 1951 był pierwszy w Hyvinkää i trzeci w Hedemora. Od 1952 roku ścigał się Cooperem. Wygrał tym samochodem zawody w Hyvinkää w 1952 roku, a w 1953 roku – w Rauma i Savonlinna. W latach 1957–1958 bez sukcesów ścigał się m.in. sportowymi Ferrari. W 1959 roku zajął siódme miejsce w wyścigu Fińskiej Formuły 3 w Helsinkach.

## Wyniki
| Legenda oznaczeń w tabelach wyników Wyświetl szablon na nowej stronie | Legenda oznaczeń w tabelach wyników Wyświetl szablon na nowej stronie                                                                     |
| Oznaczenie                                                            | Wyjaśnienie |
| --------------------------------------------------------------------- | --- |
| Złoty                                                                 | Zwycięzca lub mistrzostwo |
| Srebrny                                                               | 2. miejsce lub wicemistrzostwo |
| Brązowy                                                               | 3. miejsce lub II wicemistrzostwo |
| Zielony                                                               | Ukończył, punktował (w klasyfikacji generalnej, gdy zdobył co najmniej jeden punkt na przestrzeni sezonu, poza trzema powyższymi opcjami) |
| Niebieski                                                             | Ukończył, nie punktował (w klasyfikacji generalnej, gdy nie zdobył co najmniej jednego punktu na przestrzeni sezonu)                      |
| Czerwony                                                              | Nie zakwalifikował się (NZ) |
| Czerwony                                                              | Nie prekwalifikował się (NPK) |
| Różowy                                                                | Nie ukończył (NU) |
| Różowy                                                                | Niesklasyfikowany (NS) (w klasyfikacji generalnej, gdy nie został sklasyfikowany w żadnym wyścigu sezonu)                                 |
| Czarny                                                                | Zdyskwalifikowany (DK) |
| Czarny                                                                | Wykluczony (WYK/EX) |
| Biały                                                                 | Nie wystartował (NW) |
| Biały                                                                 | Kontuzjowany (K/INJ) |
| Biały                                                                 | Wyścig odwołany (OD/C) |
| Bez koloru                                                            | Został wycofany (WYC/WD) |
| Bez koloru                                                            | Nie przybył (NP/DNA) |
| Bez koloru                                                            | Nie brał udziału w treningach (NT/DNP) |
| Bez koloru                                                            | Nie został zgłoszony (–) |
| Pogrubienie                                                           | Start z pole position |
| Kursywa                                                               | Najszybsze okrążenie wyścigu |
| †                                                                     | Nie ukończył, ale jego rezultat został zaliczony ze względu na przejechanie więcej niż 90% dystansu wyścigu.                              |
| *                                                                     | Sezon w trakcie |
| 1/2/3                                                                 | Punktowana pozycja w sprincie kwalifikacyjnym                                                                                             |
| Lista systemów punktacji Formuły 1                                    | |

### Wschodnioniemiecka Formuła 3
| Rok  | Zespół       | Samochód   | Silnik | Wyniki w poszczególnych eliminacjach | Wyniki w poszczególnych eliminacjach | Wyniki w poszczególnych eliminacjach | Wyniki w poszczególnych eliminacjach | Wyniki w poszczególnych eliminacjach | Wyniki w poszczególnych eliminacjach | Pkt. | Msc. |
| ---- | ------------ | ---------- | ------ | ------------------------------------ | ------------------------------------ | ------------------------------------ | ------------------------------------ | ------------------------------------ | ------------------------------------ | ---- | ---- |
| 1958 |              |            |        |                                      |                                      |                                      |                                      |                                      |                                      | 0    | NS   |
| 1958 | Lars Finnilä | Cooper T42 | Norton | -                                    | NZ                                   | -                                    | -                                    | -                                    | -                                    | 0    | NS   |